# David Kellogg
David Kellogg, né en 1952, est un réalisateur et producteur américain de films, de publicités pour la télévision, et de clips vidéos.
Il s'est fait connaître aux États-Unis pour ses publicités mais également pour ses vidéos pour Playboy, notamment les calendriers playmate, qu'il a réalisés de 1988 à 1991. En 1992, il réalise le clip Jam de Michael Jackson.
David Kellogg a épousé l'actrice et ancienne playmate Denise Michele Tom, avec qui il a eu deux fils et une fille. Ils résident à Hidden Hills, en Californie.

## Vidéographie sélective

### Clips
- 1988 : Saying sorry de Denise Lopez
- 1989 : Drive my car de David Crosby
- 1989 : With every beat of my heart de Taylor Dayne
- 1989 : Innocent days de Giant
- 1989 : I'll be good to you de Quincy Jones, Ray Charles et Chaka Khan
- 1990 : Stop running away de Brenda Russell
- 1990 : Don't you wanna be mine? de Denise Lopez
- 1992 : Jam de Michael Jackson
- 1992 : Keep it comin' (dance till you can't dance no more) de C+C Music Factory
- 1992 : Love oh love de Lionel Richie
- 2001 : Please forgive me de David Gray
- 2005 : Sing Along de Blue Man Group, avec Dave Matthews

### Publicités
- Aflac : Pet Shop et Broken Leg
- Acushnet : Painting (avec John Cleese) et Elevator
- Chevrolet Optra : Cross walk
- Little Caesar's : Training Camp
- American Express : Gas Pump (avec Jerry Seinfeld)
- Kodak : Pie Plate
- OfficeMax : Rubberband Man et Motivational Poster
- Budweiser : Word Association et Spa
- Pepsi : Bronze Man et Playmates
- Chrysler : Swampland
- Volkswagen : Passenger
- Intel : Giant Grouper
- Grundig
- Rollerblade

## Filmographie
- 1991 : Cool as Ice
- 1999 : Inspecteur Gadget (Inspector Gadget)

## Nominations
- 1991 : nomination dans la catégorie Pire réalisateur des Golden Raspberry Awards pour Cool as Ice
- 1997 : nomination dans la catégorie Meilleur réalisateur de publicité des Directors Guild of America Awards
- 2005 : nomination dans la catégorie Meilleure vidéo contemporaine pour adulte des Music Video Production Association (MVPA) awards